# William Barnes (dichter)
William Barnes (Sturminster Newton, 22 februari 1801 – Winterborne Came, 7 oktober 1886) was een Engels dominee, dichter en filoloog.

## Levensloop
William Barnes werd in 1862 dominee in Winterborne Came in de buurt van Dorchester. Hij vestigde zijn naam als dichter met de bundel Poems of Rural Life in the Dorset Dialect (1844) en gaf daarna nog twee dichtbundels uit. Zijn gedichten zijn vaak geschreven in het dialect van zijn geboortestreek en ze schetsen het leven op het Zuid-Engelse platteland. Naast enkele kleine opstellen over het dialect van Dorset, schreef Barnes een reeks verhandelingen over historische taalkunde. Hij was ook een fervent voorstander van taalpurisme en deed enkele mislukte pogingen om leenwoorden te vervangen door zuiver Engelse woorden.